# Ворен Гатланд
Ворен Гатланд (енгл. Warren Gatland; 17. септембар 1963) бивши је новозеландски рагбиста, а садашњи рагби тренер. Целу играчку каријеру провео је у екипи Ваикато, за коју је одиграо 140 мечева. Играо је на позицији број 2 - талонер. Први познатији клуб који је тренирао, био је Конот, са којим је 1998, дошаао до четвртфинала купа шампиона. После оставке Брајана Ештона, у фебруару 1998, изабран је за селектора Ирске. Као селектор Ирске забележио је 18 победа, 1 реми и 19 пораза. После Ирске тренирао је енглески рагби клуб Воспс, са којим је освојио куп изазивача, куп европских шампиона и 3 титуле првака Енглеске. После успешног рада у Воспсима, вратио се на Нови Зеланд, где је радио као главни тренер Ваиката у ИТМ Купу и помоћни тренер у Чифсима. Са Ваикатом је 2006, освојио титулу шампиона Новог Зеланда. 9. новембра 2007, објављено је да је Гатланд нови селектор Велса. Направио је одличан резултат одмах на почетку, у купу шест нација Велс је на сред Твикенама славио против Енглеске, резултат је био 26-19 у корист змајева. Предводио је Велс до четвртог места на светском првенству 2011. Са Велсом је освојио гренд слем 2012, и куп шест нација 2013. Предводио је Велс до четврфинала светског првенства 2015, где су их елиминисали "спрингбокси". Због одличних резултата са Велсом, изабран је за селектора британских и ирских лавова, са којима је победио "валабисе" са 2-1 у серији, на турнеји 2013, у Аустралији.